# Скоростная железная дорога Фучжоу — Сямынь
Скоростная железная дорога Фучжоу — Сямынь кит. трад. 福厦铁路, упр. 福廈鐵路, пиньинь Fúxià Tiělù)- двухколейная электрифицированная высокоскоростная железнодорожная магистраль в провинции Чжэцзян и Фуцзянь. Линия называется также Фусяская железная дорога, название составлено по первым иероглифам городов Фучжоу и Сямынь. Длина дороги составляет 274.9 км. Эта дорога является одной из секций Прибрежной высокоскоростной пассажирской линия Шанхай — Ханчжоу — Фучжоу — Шэньчжэнь. Строительство дороги началось в 2005 году, а коммерческая эксплуатация началась 26 апреля 2010 года. Трасса рассчитана на движение со скоростью 250 км/час

## Остановки

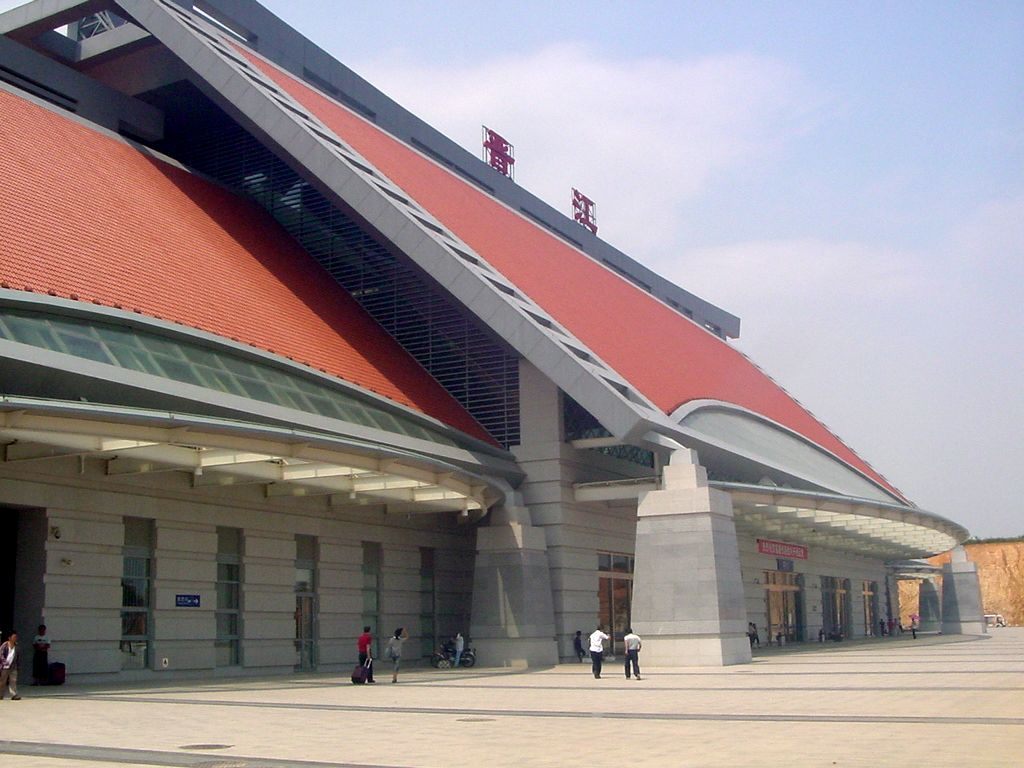
Станция Цзиньцзян.

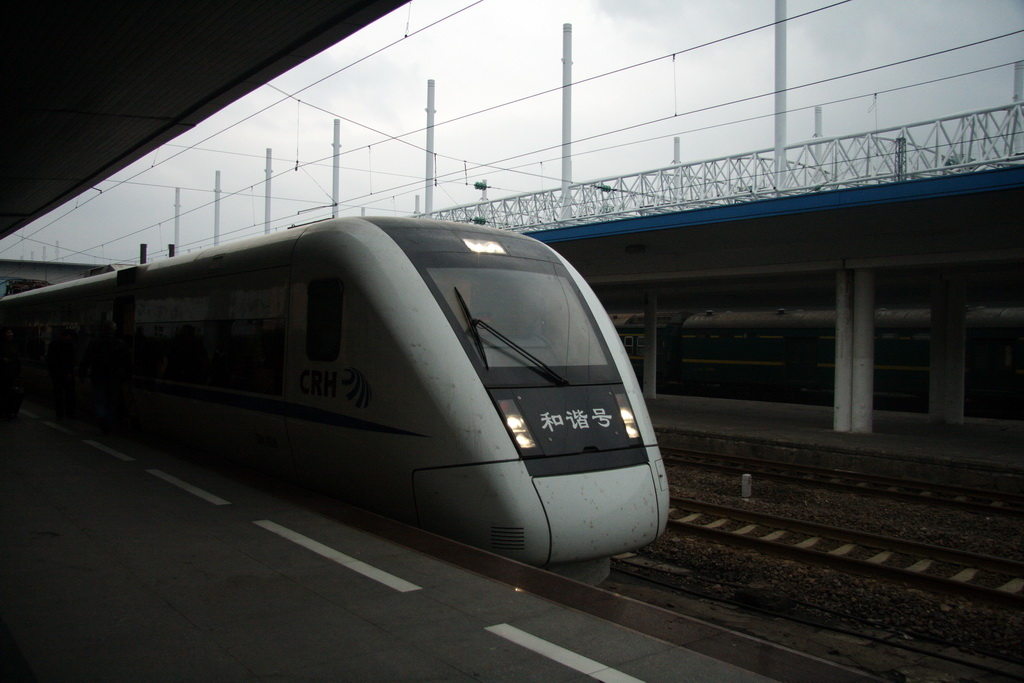
Высокоскоростной поезд CRH1B в Фучжоу.

Дорога Фучжоу — Сямынь проходит по изрезанному густонаселённому фуцзяньскому морскому побережью, на трассе построено 14 станций. 37 % длины линии составляют мосты и туннели. Наиболее крупные станции — Фуцин, Ханьцзян, Путянь, Сянью, Цюаньчжоу, Цзиньцзян и Синлинь и Гаоци.
1. Фучжоу (кит. 福州站)
2. Фучжоу—Южный (кит. 福州南站)
3. Фуцин (кит. 福清站)
4. Юси (кит. 渔溪站)
5. Ханьцзян (кит. 涵江站)
6. Путянь (кит. 莆田站)
7. Сянью (кит. 仙游站)
8. Хойань—Западный (кит. 惠安西)
9. Цюаньчжоу (кит. 泉州站)
10. Цзиньцзян (кит. 晋江站)
11. Сянъань (кит. 翔安站)
12. Сямэнь—Северный (кит. 厦门北站)
13. Синлинь (кит. 杏林站)
14. Гаоци (кит. 高崎站)
15. Сямэнь (кит. 厦门站)

В Фучжоу дорога является продолжением предыдущей секции магистрали (Скоростная железная дорога Вэньчжоу — Фучжоу), которая пущена в эксплуатацию.
В Сямэни магистраль продолжается на юг следующей секцией (Скоростная железная дорога Сямынь — Шэньчжэнь), которая также пущена в эксплуатацию.

## История
Скоростная железная дорога Фучжоу — Сямэнь - первая железная дорога, связывающая столицу провинции Фуцзянь (Фучжоу) с наиболее развитым городом Сямэнь. Большинство высокоскоростных железных дорог в Китае следуют прежним трассам, но на прибрежном участке железных дорог никогда не было. В первой половине XX века гражданские войны и нестабильность политической ситуации в Китае не способствовали строительству железных дорог. Во время холодной войны КНР опасалась вторжения со стороны Тайваня, и железные дороги строились в глубине страны. Только в конце 1990-х годов политическая ситуация позволила планировать такую дорогу.
Проект был одобрен в июле 2004 года Комитетом по реформам и национальному развитию (NDRC, кит. 国家发展和改革委员会) Полномасштабное строительство началось в сентябре 2005 года. 26 апреля 2010 года дорога была пущена в эксплуатацию. По скорости дорога рассчитана на 250 км/час, но предусмотрена возможность усовершенствования дороги до скорости 300 км/час. Обычная скорость движения — 200 км/час. Проезд по дороге занимает около полутора часов, до строительства дороги поезд через внутренние районы страны занимал 10 часов. Междугородние автобусы проходят этот участок за 2,5 — 4 часа.
За первый год работы 2010—2011 по дороге проехало более 18 миллионов пассажиров, в среднем 50 тыс. за день

## Эффективность
Эта дорога загружена максимально по сравнению с другими китайскими высокоскоростными железными дорогами. Цены на проезд разумно сопоставимы с ценами на другие виды транспорта, поэтому потребность в дороге очень высока. В феврале 2011 стоимость билетов составляла 85 юаней, а первого класса — 103 юаня. Водители, преодолевающие то же расстояние по высокоскоростному шоссе, вынуждены платить 300—400 юаней за бензин и за право пользования шоссе, при этом проводя в дороге на полтора часа больше времени. В дни максимальной загрузки (Китайский Новый год) количество автобусных рейсов уменьшилось с 98 в день до 7 в день